# Base Melchior

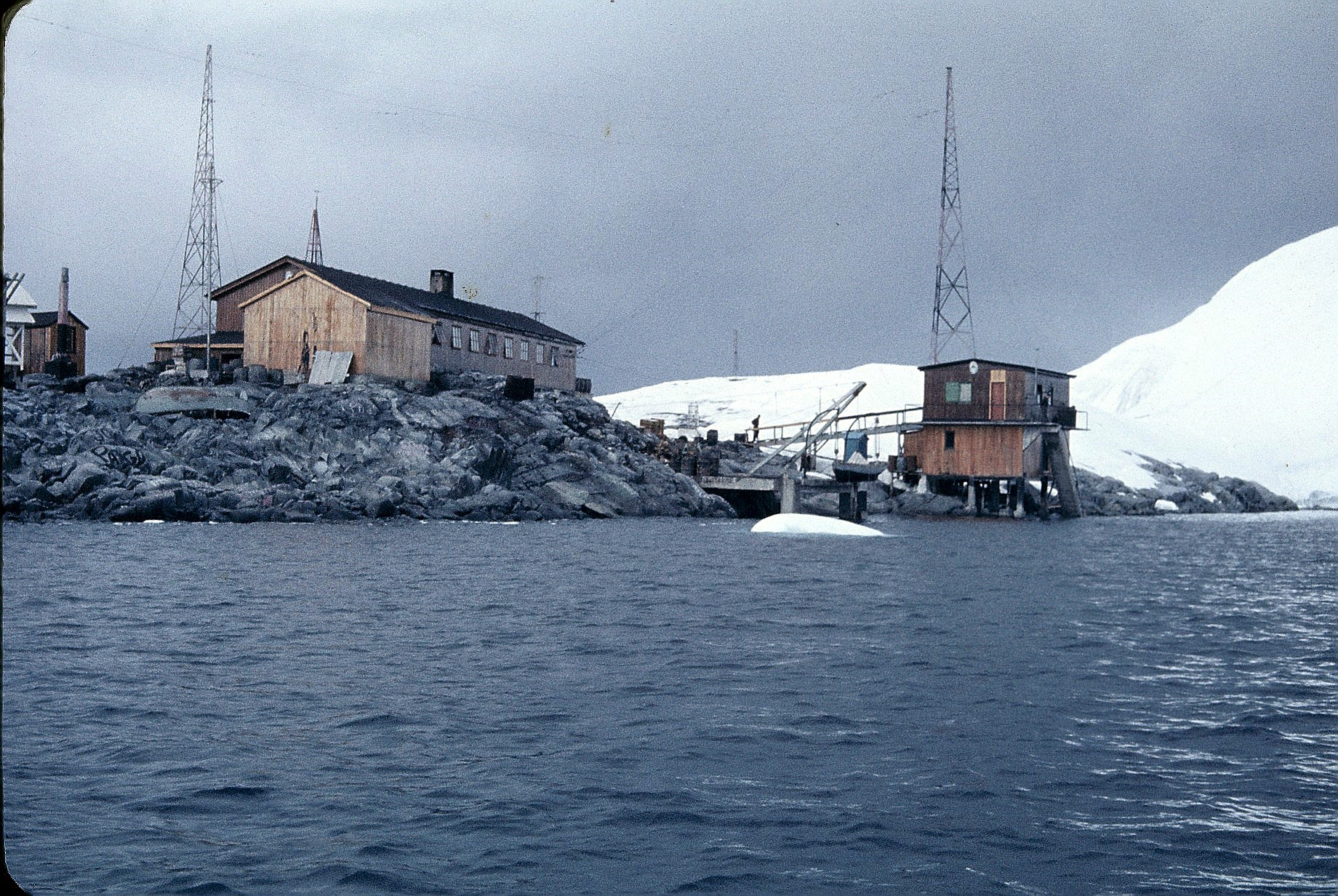
Construcciones de madera originales en Melchior, enero de 1958.

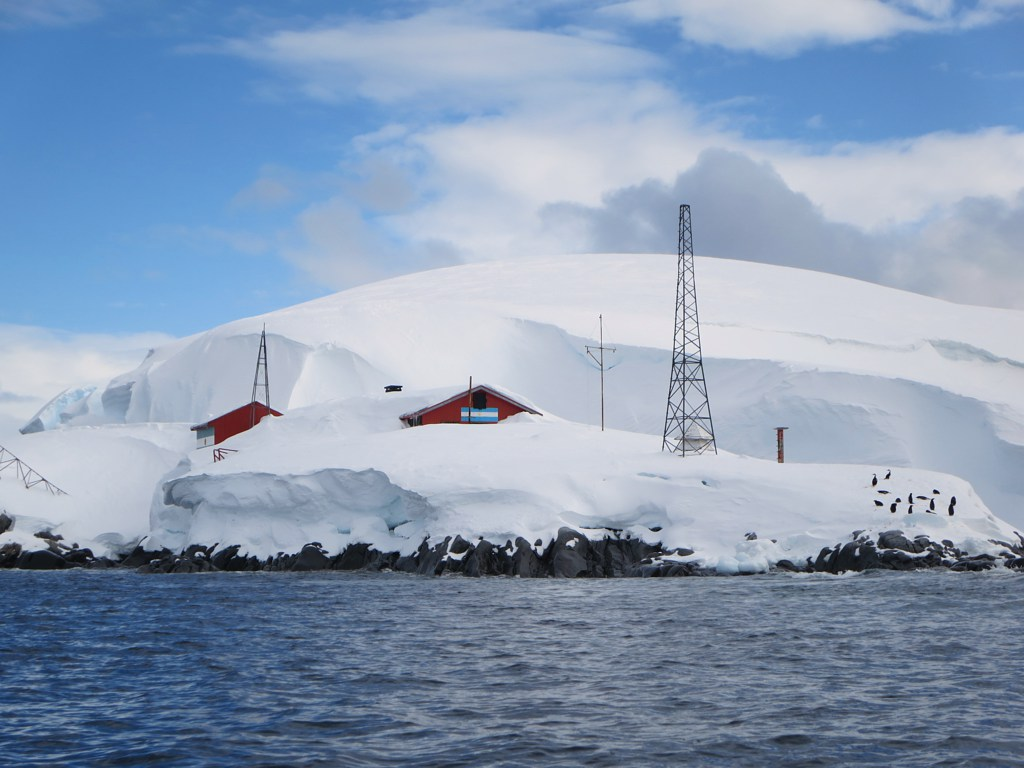
Vista de la base Melchior, noviembre de 2014

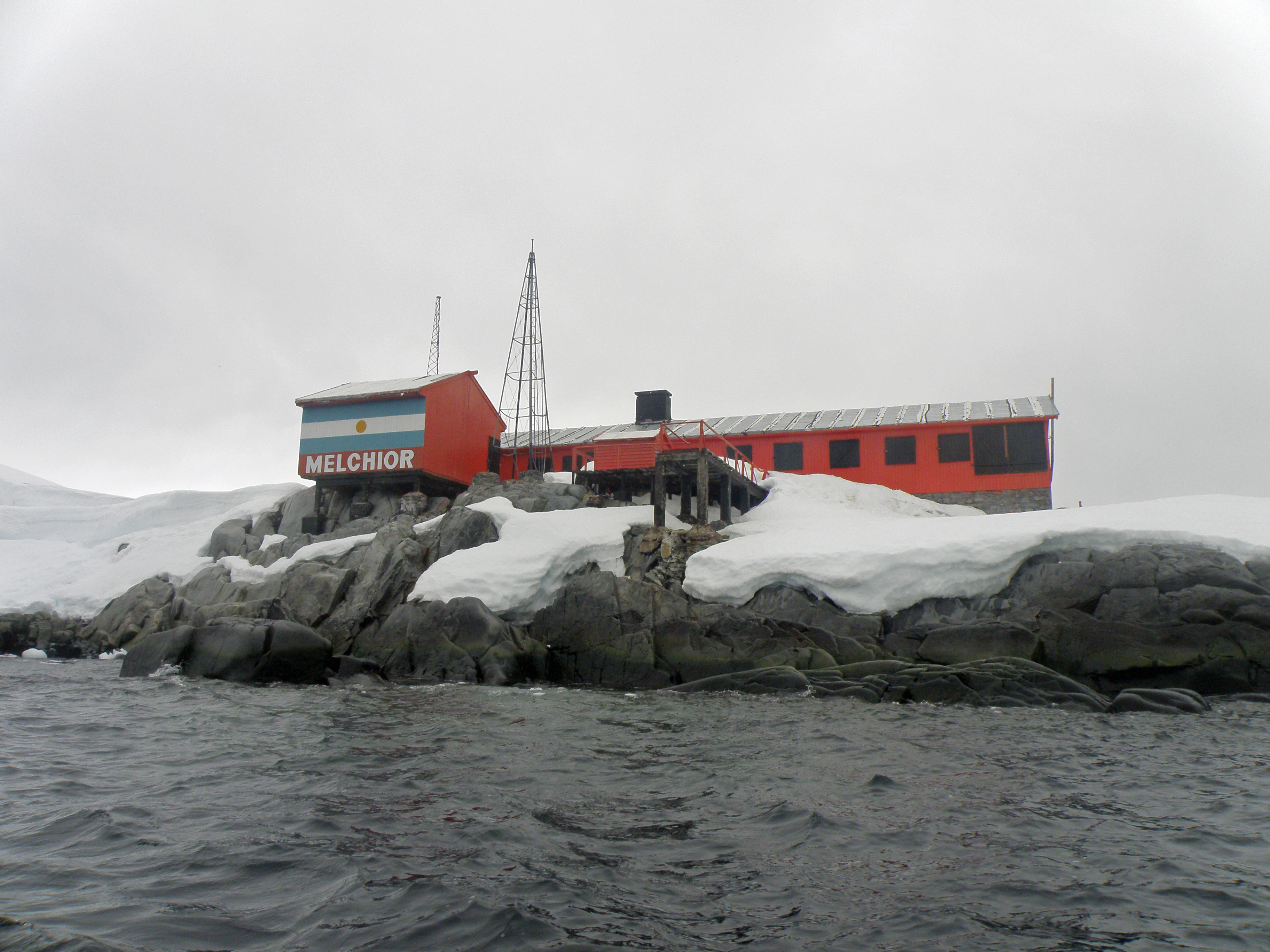
Foto de la base Melchior tomada en 2010.

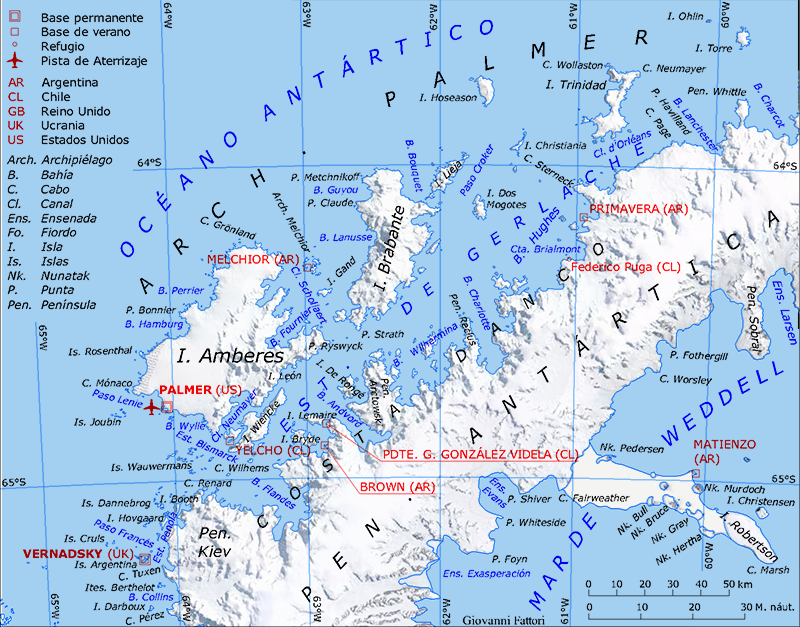
Mapa del sector donde se encuentra la base Melchior.

La base antártica Melchior o base Melchior (64°19.5′S 62°58.5′O / -64.3250, -62.9750) es una estación científica de la Antártida perteneciente a la República Argentina. Fue inaugurada el 31 de marzo de 1947 como destacamento naval Melchior, siendo la primera fundada en la península Antártica y la segunda base argentina después de la base Orcadas establecida en 1904. En la década de 1990 su nombre fue modificado al actual.
Se halla en la isla Observatorio (caleta Observatorio, puerto Melchior, canal Principal) del archipiélago Melchior en la bahía Dallmann dentro del archipiélago Palmer. A 2008 la base estaba compuesta de 4 edificios que pueden albergar un máximo de 36 personas. Tiene una enfermería básica de 6 m² atendida por un paramédico.

## Historia
En enero de 1942 el transporte naval ARA Primero de Mayo, comandado por el capitán de fragata Alberto Oddera, partió de Buenos Aires con la misión de estudiar la costa oeste de la península Antártica, especialmente el área de las islas Melchior y de las islas Argentina. El 1 de marzo de 1942 pusieron en servicio el faro 1.º de Mayo en la isla del mismo nombre, cerca de la futura base. Este faro, que es el más austral del mundo, fue declarado en 1972 como Monumento Histórico n.º 29 del Sistema del Tratado Antártico.
El archipiélago Melchior fue visitado una vez más en 1943 para continuar los trabajos cartográficos y realizar el mantenimiento del faro. En 1946 la Comisión Antártica Nacional patrocinó un nuevo viaje de exploración. Esta nueva expedición partió en enero de 1947 liderada por el capitán de fragata Luis M. García. Estaba compuesta por los transportes ligeros Patagonia y Chaco, los patrulleros ARA King y ARA Murature, el buque tanque Ministro Ezcurra y el ballenero Don Samuel. 
La expedición llegó a la isla Observatorio el último día de 1947 y estableció un campamento hidrográfico y un observatorio astronómico en punta Gallows. Fueron necesarios 47 días de trabajo para dinamitar la roca, para establecer las bases para las antenas de radio y la casa principal, que era un edificio prefabricado de 27 m de largo por 7,5 m de ancho. Estaba térmicamente aislado doblemente en las paredes y el techo. Tenía un derretidor de agua, dos generadores eléctricos, baterías y varios radio transmisores.
Dos antenas de 25 m de alto permitían la comunicación con Buenos Aires a través de radio telegrafía. Ellos también erigieron 4 torres de 180 m cada una para la antena rómbica de 100 m.
El Patagonia descargó 300 toneladas de equipos y suministros, incluyendo 150 toneladas de carbón, lo cual fue una operación dificultosa debido al oleaje. El 31 de marzo de 1947 la construcción finalizó. El Patagonia fue forzado a abandonar el área al comenzar a congelarse el mar. Una breve ceremonia de inauguración fue realizada junto al mástil, dejando el capitán García el mando de la nueva base al teniente Juan A. Nadaud.
En 1952 Melchior se volvió la principal fuente de pronósticos climáticos de la Antártida, realizando reportes 3 veces por día. 
Instalaciones astronómicas más grandes fueron inauguradas en 1955. Durante el Año Geofísico Internacional (1957-1958), el primer mareómetro automático en la Antártida fue instalado en la base.
Desde 1947 al 30 de noviembre de 1961 Melchior sirvió como una base permanente, pero desde esa fecha adquirió un estatus de base de carácter estival.
En la campaña antártica de verano 1962–1963, cuatro científicos del Museo Argentino de Ciencias Naturales condujeron investigaciones de biología marina. Desde la campaña antártica de verano de 1968–1969 las instalaciones han sido usadas periódicamente para esta disciplina por el Servicio de Hidrografía Naval.
En la campaña antártica de verano 2016-2017 la base fue abierta el 30 de enero de 2017 para operar durante 40 días. La dotación fue embarcada en el transporte ARA Bahía San Blas.
La infraestructura de la base cuenta con 336 m² bajo techo, área logística de 48 m² y 15 camas. Cuenta para transporte con 2 Zodiac con motor fuera de borda.